# Julia Ewert
Adriana Juliana "Julia" Ewert, född Andersson 16 februari 1886 i Stockholm död 31 augusti 1965 i Västerlövsta socken, Uppland, var en svensk operettsångare. 

## Biografi
Ewert utbildade sig bland annat i Berlin. Mellan 1906 och 1909 var hon engagerad hos Anton Salmson i baletten och i mindre roller och därefter hos olika sällskap. Fast engagemang vid Oscarsteatern 1918–1923.    
Hon var gift första gången 1909–1911 med grosshandlare Theodor Ewert och andra gången 1928–1943 med skådespelaren Bror Öbergson.

## Filmografi
- 1924 – Carl XII:s kurir

## Teater

### Roller (ej komplett)
| År   | Roll                          | Produktion                                                    | Regi             | Teater           |
| ---- | ----------------------------- | ------------------------------------------------------------- | ---------------- | ---------------- |
| 1916 |                               | Belägringstillstånd Leo Ascher                                | Bror Öbergson    | Blancheteatern   |
| 1916 | Bozena                        | Den spelande kvarnen Hans Cesek och Wilhelm Sterk             | Bror Öbergson    | Blancheteatern   |
| 1917 | Lissi Jäger, varietésångerska | Nybroplan 2 Oscar Engel och A.F.V Körber                      | Axel Hultman     | Södra Teatern    |
| 1918 | Lallan                        | Tokstollar, revy Emil Norlander                               |                  | Södra Teatern    |
| 1919 |                               | Mr Jack Anders Eje och Fred Winter                            | Carl Barcklind   | Oscarsteatern    |
| 1919 |                               | Kör till Kristallen!, revy                                    | Oscar Wennersten | Kristallsalongen |
| 1920 |                               | En balnatt Oscar Straus, Leopold Jacobson och Robert Bodanzky | Elvin Ottoson    | Oscarsteatern    |
| 1923 |                               | Skvallerspegeln, revy Karl-Ewert                              |                  | Kristallsalongen |
| 1924 |                               | Kom som du ä', revy Karl-Ewert och Gösta Stevens              | Nils Johannisson | Kristallsalongen |